# Sergentomyia simillima
Sergentomyia simillima är en tvåvingeart som först beskrevs av Robert Newstead 1914.  Sergentomyia simillima ingår i släktet Sergentomyia och familjen fjärilsmyggor. Inga underarter finns listade i Catalogue of Life.